# Lo specialista (film)
Lo specialista (The Specialist) è un film del 1994 diretto da Luis Llosa, che ha come protagonisti Sylvester Stallone, Sharon Stone e James Woods. Il film, prodotto dalla Warner Bros. Pictures, è stato distribuito nelle sale statunitensi a partire dal 7 ottobre 1994.

## Trama
Nel 1984, a Bogotà, Colombia, il capitano Ray Quick ed il colonnello Ned Trent, esperti di esplosivi della CIA, hanno la missione di far esplodere la macchina di uno spacciatore di droga (uccidendolo) che passerà per un ponte. La missione sembra procedere per il verso giusto, finché non scoprono che nella macchina dello spacciatore è presente anche una giovane ragazza. Ray chiede a Ned di annullare la missione per evitare che venga uccisa anche lei, ma Ned vuole vederli morire entrambi. Così Ray cerca di buttare gli esplosivi nel fiume, ma non fa in tempo e muoiono sia lo spacciatore di droga che la ragazza innocente. Preso dalla collera, Ray neutralizza Ned e in seguito lo denuncia, facendolo cacciare dalla CIA.
Anni dopo, Ray lasciata la CIA, lavora come una specie di sicario (uccide soltanto se gli interessa il caso e se si tratta di criminali). Mentre Ned Trent, espulso dalla CIA grazie alla denuncia di Ray, lavora per Joe Leon, un potente boss mafioso.
Improvvisamente, a Miami, una certa May Munro è decide di vendicarsi per l'assassinio dei genitori, dopo aver passato gran parte della sua vita soffrendo in silenzio. Contatta Ray Quick per eseguire la sua vendetta. L'uomo dovrebbe eliminare i tre delinquenti che uccisero i genitori di May (allora una bambina) davanti ai suoi occhi. Inizialmente Ray rifiuta l'incarico, ma allo stesso tempo comincia a seguire, all'insaputa della ragazza, il caso.
Credendo che Ray abbia rifiutato l'incarico, May decide di vendicarsi da sola; così, ad una festa, attira Thomas Leon (figlio di Joe Leon) ed accetta di essere la sua ragazza, in modo da conquistare la sua fiducia.
Poco dopo, Ray accetta l'incarico e lo fa sapere a May, dicendole però di stare lontana da loro. Ray uccide facilmente i primi due uomini usando delle cariche di esplosivo. Quando però viene ucciso il secondo uomo, si scopre la verità: Ned avrebbe permesso a May di far uccidere i tre uomini, ma in cambio May avrebbe dovuto far uscire allo scoperto Ray.
All'oscuro di tutto, Ray continua il suo incarico, e prepara una trappola esplosiva per Thomas Leon, in una piscina. Insieme a Thomas però, entra in una stanza anche May; Ray cerca di disattivare gli esplosivi ma anche questa volta non fa in tempo, e sembra che insieme a Thomas muoia anche May.
In realtà May è sopravvissuta e si è fatta passare per defunta, scambiando i suoi documenti con quelli di un'altra donna all'ospedale. Credendo che May sia morta, Ray decide di andare al funerale, ma scopre che nella bara non c'è lei ma una vecchia signora. A questo punto May esce allo scoperto ed insieme a Ray va in un hotel, dove passano un momento di amore e di intimità.
Ned scopre dove sono nascosti Ray e May grazie ad una persona che afferma di averli visti. May lascia un biglietto nella stanza, con scritto "non sono una donna di cui puoi fidarti", esce dalla stanza senza dire nulla a Ray e viene fermata da Ned, prima che scappi; la ragazza spiffera a Ned dove è nascosto Ray ma, di nascosto, prende il telefono di una donna lì vicino e chiama Ray, dicendogli che stanno arrivando gli uomini di Ned, in modo da salvarlo.
Ned porta May da Joe Leon, svelando che lei lavorava in segreto con Ray. Joe Leon rivela che il vero responsabile della morte dei genitori di May è lui, e non Thomas. Joe vorrebbe ucciderla, ma Ned ha ancora bisogno di lei per trovare Ray. Come "garanzia", Ned consegna a May un porta sigarette, che in realtà è un esplosivo. Tramite una chiamata, May viene usata come esca per far uscire allo scoperto Ray ma, poco prima di chiudere la chiamata, May dice a Ray di ricordarsi cosa c'era scritto sul biglietto da lei lasciato nell'hotel. Così la trappola fallisce e May riesce a fuggire insieme a Ray.
Alla fine, May e Ray si ritrovano nella vecchia casa di Ray. May vuole uscire di casa per uccidere Joe Leon ma proprio in quel momento, Ned ed i suoi uomini circondano la casa di Ray. Al minimo movimento May esploderebbe, a causa del porta sigarette, ma per sbaglio Ned mette il piede su una mina e muore. La casa esplode, ma Ray e May riescono a salvarsi.
Il giorno dopo, Joe Leon legge il giornale ove c'è scritto che sono morti Ray, May e Ned. Poi apre un ciondolo contenente una foto della famiglia di May, in realtà un esplosivo. Così muore anche Joe e si chiude definitivamente il conto in sospeso di May col proprio passato.

## Produzione

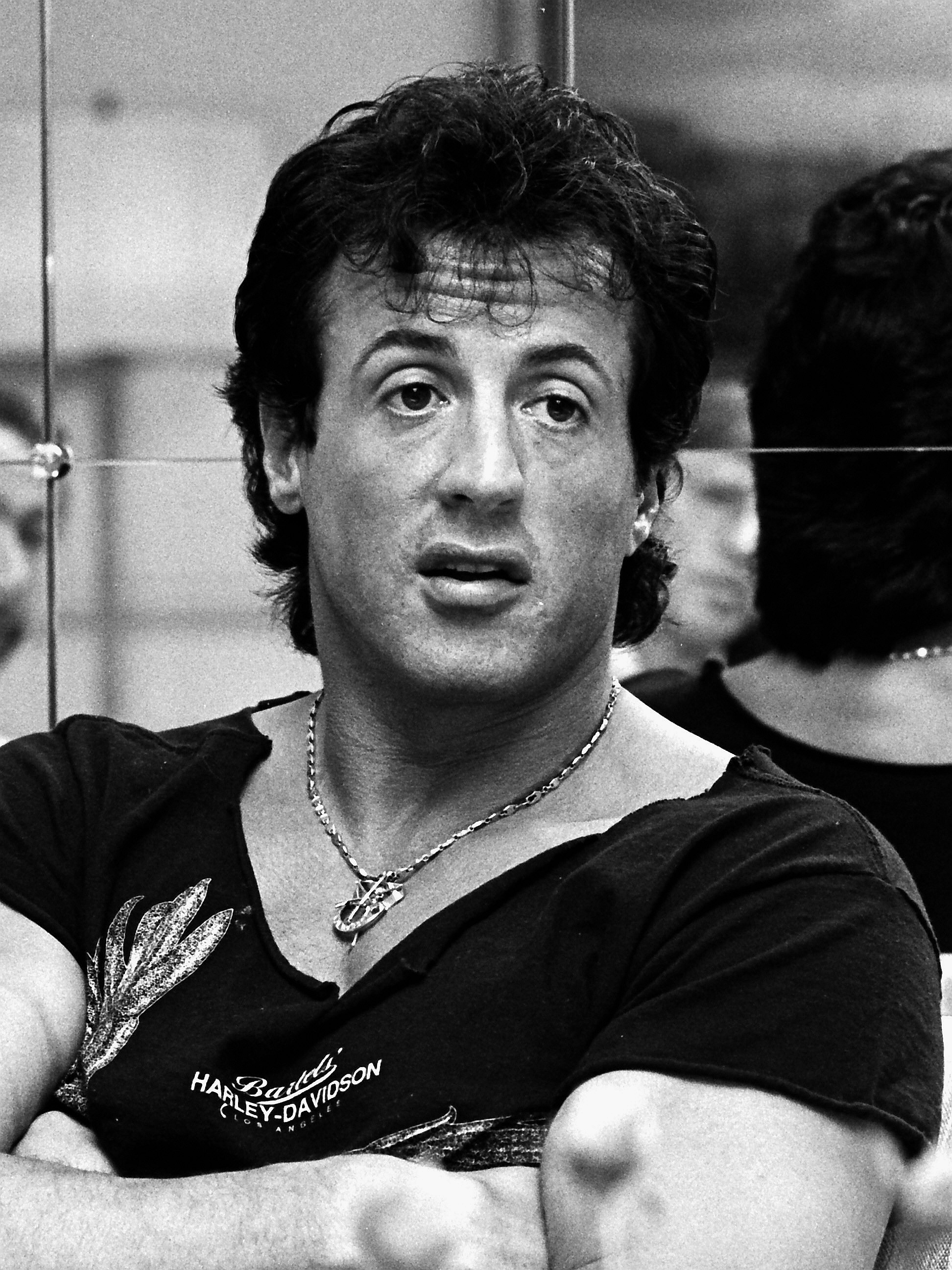
Sylvester Stallone interpreta Ray Quick, il protagonista del film

Il film è stato prodotto dalla collaborazione tra Warner Bros. (che ha presentato il film), Jerry Weintraub Productions, e Iguana Producciones. La colonna sonora è stata prodotta dalla Epic Soundtrax, i servizi digitali dalla Cinesite.
Il budget per la realizzazione della pellicola ammonta a circa $ 45.000.000.
Nella versione originale del film il protagonista si doveva chiamare Earl Quick. Stallone ha ricevuto $ 12.000.000 per aver interpretato la sua parte.

### Riprese
Le scene sono state girate dal 2 marzo all'8 maggio 1994 
al Greenwich Studios in 12100 Ivan Tors Boulevard, Miami (nello stato della Florida), a Miami Beach, a Cookeville (nella Contea di Putnam, nello stato del Tennessee), e al Great Falls Dam di Rock Island per le scene dell'esplosione del camion.

## Colonna sonora
Le seguenti sono le tracce che compongono la colonna sonora della pellicola:
1. Slip Away - LaGantia Frazier
2. Mental Picture - Jon Secada
3. El baile de la vela - Cheito Quinonez
4. El duro soy yo - Tony Tatis
5. Love Is the Thing - Donna Allen
6. Que Manera de Quererte - Albita Rodríguez
7. Turn the Beat Around - Gloria Estefan
8. All Because of You - The Miami Sound Machine
9. Jambala - The Miami Sound Machine
10. El Amor - Azúcar Moreno
11. Shower Me with Love - LaGantia Frazier
12. Real - Donna Allen

La colonna sonora orchestrale fu fatta da John Barry, che fu lanciato, nel 1994, il CD contenente la colonna sonora originale, disponibile anche sulle piattaforme digitali:
1. Main Title
2. Bogotà 1984
3. The Specialist In Miami
4. May And Ray At The Cemetery
5. May Dances With Tomas - "Did You Call Me"
6. Ray Covers May - "Did You Call Me"
7. After Tomas
8. The First Bomb - Ray's Place
9. Explosive Trent
10. The Parking Lot Bomb
11. Don't Touch Me Ned - Bomb For Tomas
12. The Death Of Tomas
13. May's Room - "Did You Call Me"
14. Ray Meets May At Her Funeral
15. Let's See That Beautiful Face - "Did You Call Me"
16. Closing In On Ray
17. There Goes The Hotel Room - The Fight
18. May Meets Joe - I'm Not A Woman You Can Trust
19. You Go In And Get Him - "Did You Call Me"
20. The Whole Place Is Wired - She's Hot Ray
21. Get To Hell Out Of Here
22. You Bastard - How Do You Feel? - Better! - "Did You Call Me" End Title

## Tagline
Le tagline del film sono le seguenti:
- Killing is his profession. Revenge is her goal. Together they take on the battle against the underworld of Miami.
  - Uccidere è la sua professione. La vendetta è il suo obiettivo. Insieme intraprendono la battaglia contro la malavita di Miami.
- The government taught him to kill. Now he's using his skills to help a woman seek revenge against the Miami underworld.
  - Il governo gli ha insegnato ad uccidere. Ora sta usando le sue abilità per aiutare una donna che cerca vendetta contro la malavita di Miami.

## Distribuzione

### Uscita cinematografica
Il film è stato distribuito in Svezia (con il nome  Specialisten ) e negli Stati Uniti d'America il 7 ottobre 1994; in Australia il 20 ottobre; in Italia il 21 ottobre; in Argentina (El especialista) e nei Paesi Bassi il 27 ottobre; in Brasile il 28 ottobre come  O Especialista ; nelle Filippine il 2 novembre; in Spagna (El especialista) e in Finlandia il 4 novembre come Spesialisti; in Grecia il 5 novembre come Οι σπεσιαλίστες; in Francia il 9 novembre come L'expert; in Germania il 10 novembre; in Danimarca l'11 novembre come The Specialist; in Corea del Sud il 19 novembre; in Portogallo il 2 dicembre come O Especialista; a Hong Kong l'8 dicembre; in Estonia (Spetsialist) e in Irlanda il 23 dicembre; in Regno Unito il 26 dicembre; in Ungheria il 5 gennaio 1995 come A specialista; in Polonia il 6 gennaio comeSpecjalista; in Repubblica Ceca il 26 gennaio come Specialista, dalla Gemini Film; in Giappone il 4 marzo.

### Censura
Il film, a seconda del paese di proiezione, ha avuto una censura più o meno "severa": in Argentina è stato vietato ai minori di 16 anni nei cinema e 18 in TV; in Australia nei cinema ai minori di 15 anni non accompagnati da un adulto (MA15+), mentre in TV sconsigliato ai minori di 15 anni (M); in Finlandia originariamente ai minori di 18 anni e successivamente ai minori di 16; in Germania, Islanda, Portogallo, e Paesi Bassi ai minori di anni 16; in Nuova Zelanda è stato classificato R, ovvero riservato esclusivamente ad un determinato pubblico; in Norvegia, Corea del Sud, Spagna, Perù, e Filippine ai minori di 18 anni; in Polonia e Svezia ai minori di 15; a Singapore inizialmente è stato visibile anche ai bambini con la presenza di un adulto (la versione non era integrale ma censurata), per poi essere stato vietato ai minori di 18 anni; in Regno Unito inizialmente ai minori di 15 anni, poi 18. Negli Stati Uniti d'America è stato valutato dalla Motion Picture Association of America R (restricted), ovvero vietato ai minori di 17 anni non accompagnati dai genitori.

### Home Video
In Italia il DVD della pellicola è stato distribuito il 26 gennaio 2000 dalla Warner Bros. I contenuti extra sono: Note Di Produzione e Trailer cinematografico originale. I sottotitoli sono disponibili nelle seguenti lingue:
Italiano
Inglese
Francese
Olandese
Spagnolo. Il Codice Area è
2 - Europa.
Il 31 agosto 2011 è stato invece distribuito il Blu-Ray sempre dalla Warner Bros. L'unico contenuto extra è il Trailer cinematografico originale. I sottotitoli sono disponibili nelle seguenti lingue:
Italiano
Inglese
Francese
Tedesco
Spagnolo. Il codice area è 2 - Europa. La risoluzione è 1920x1080 (1080p), mentre il formato video è 1.85:1 Widescreen.

## Accoglienza

### Incassi
Il film ha avuto successo al botteghino. Infatti nel primo week-end di apertura negli States guadagna $ 14.300.000. In tutto in patria guadagna $ 57.362.581, mentre all'estero $ 113.000.000, di cui £ 6.344.320 in Regno Unito, $ 276.780 in Repubblica Ceca, e SEK 9.715.637 in Svezia. L'incasso globale ammonta a circa $ 170.400.000, contro un budget di appena 45 milioni di dollari.

### Critica
Nonostante il successo, il film ha ricevuto recensioni molto negative da parte della critica.
Il sito Rotten Tomatoes ha dato un punteggio del 10% basato su 31 recensioni. Su IMDb ottiene un punteggio di 5.5/10, su FilmTV 4.4/10, su MYmovies.it 2.23/5, su Comingsoon 2.3/5, su Movieplayer.it 2.5/5.
Roger Ebert ha dato due stelle su quattro.
Massimo Bertarelli del quotidiano il Giornale

## Riconoscimenti
- 1995 - MTV Movie Awards

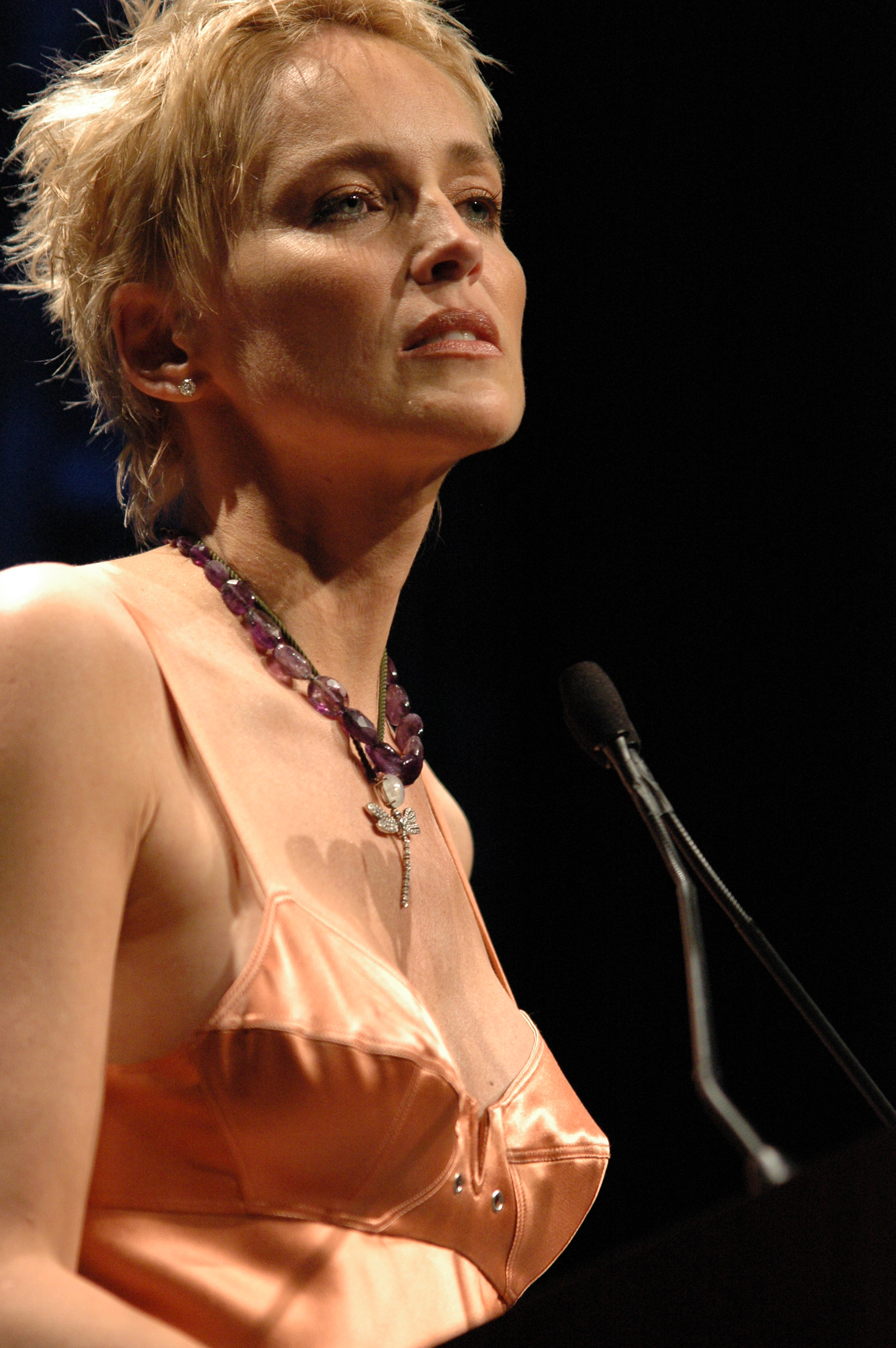
Sharon Stone appare nel ruolo di May Munro

  - Nomination Attrice più attraente a Sharon Stone
- 1995 - BMI Film & TV Award
  - Miglior colonna sonora
- 1994 - Razzie Awards
  - Peggior attrice a Sharon Stone
  - Peggior coppia a Sylvester Stallone e Sharon Stone
  - Nomination Peggior film
  - Nomination Peggior attore a Sylvester Stallone
  - Nomination Peggior attore non protagonista a Rod Steiger
- 1994 - Stinkers Bad Movie Awards
  - Peggior attrice a Sharon Stone
  - Nomination Peggior film
  - Nomination Peggior attore a Sylvester Stallone
  - Nomination Peggior attore non protagonista a Rod Steiger